# Kaszída
A kaszída az arab irodalom egyik eredeti, nagyra becsült lírai műfaja. Később a perzsa irodalom is átvette – itteni jelentése száznál több soros, rímtelen költemény.

## Története

### A gyökerek
A kaszída gyökerei a kora középkorba, az arab nép pogány korába (dzsáhilijja) nyúlnak vissza. Megalkotását az 530 körül meghalt Muhalhilnak tulajdonítják, azonban valószínűtlen, hogy egy konkrét személyhez lehetne kötni. Valószínűleg a prózarímes kántálásból (szadzs) kifejlődött, primitív formájú munka- (radzsaz) és gyászdalokból (riszá vagy marszija), dics- (madíh) és gúnykölteményekből (hidzsá) jött létre. Annyi bizonyos, hogy a beduin (nomád) költészet csúcsa, a kaszída a 6. században már teljes tematikai változatosságában és formaiságában kifejlődött. Ennek elengedhetetlen feltétele volt az írásbeliség megléte, hiszen a terjedelmes versek változatlan megőrzése nehezen képzelhető el pusztán szájhagyomány útján.
Mohamed próféta fellépése és az iszlám elterjedése nem okozott törést a műfaj népszerűségében, hiszen alapvetően nem foglalkozott vallási ügyekkel. Sőt, az Omajjád kalifák idején meginduló irodalomtudomány és nyelvészet egyik fő célkitűzése volt a pogány kori kaszídák gyűjtése, mivel ezeket művészeti és nyelvi szempontból tökéletesnek ítélték. A Korán mellett ezeknek a verseknek a nyelvezete szolgált a klasszikus arab nyelv szabályai és szókincse kanonizációjának alapjául.

### A fénykor
Minthogy a beduinok továbbra is jelentős – bár egyre csökkenő – jelentőséggel bírtak az arab társadalom életében, a kaszída-költészet napja sem áldozott le. A nyelvészek keresték a nomádok társaságát, hogy új verseket gyűjtsenek. Egyeseknek olyannyira elemévé vált a stílus, hogy maguk is kaszída-írásra adták a fejüket. Költeményeik – a helyenként felbukkanó iszlámra való utalásoktól eltekintve – gyakorlatilag megkülönböztethetetlenek az eredeti beduin versektől. A tudósok, amennyi hasznot hajtottak különböző gyűjtemények (költők és törzsek dívánjai és egyéb válogatások, mint például a hét legjobbnak tartott kaszídát összefűző Muallakát, életrajzgyűjtemények) megalkotásával, legalább annyi kárt is okoztak. Sokan ugyanis korukbeli, ismeretlen eredetű, sőt saját verseket, versrészleteket illesztettek be az eredeti költeményekbe, hogy igazolhassák nyelvtani téziseiket. (Ez elsősorban a kúfai nyelvészeti iskolára jellemző.) Ráadásul az irodalom mindjárt a kezdetekor klasszicizálni kezdett: az eredeti forma és az eredetihez hasonló tartalom elvárássá vált a költőkkel szemben.
Igaz, újítók is jelentkeztek (arab megnevezésük al-muhdaszún vagy al-muvalladún), akik a kaszída kötöttségein áthágtak. Legnevesebb képviselőjük a frivol, vallási kérdésekkel nem törődő, „klasszicizáló” költőket maró gúnnyal támadó Abu Nuvász volt, de megemlíthetjük még az aszkéta életvitelű Abu l-Atáhija és a fejedelmi sarj Ibn al-Mutazz nevét. Összességében azonban a régi költészet őrizhette meg tekintélyét és népszerűségét.

### A Hispániai-félsziget költészete
Mindez a rendkívüli kulturális gazdagsággal megáldott Hispániában kissé másként történt. Távol a keleti vallási és tudományos központoktól önálló filozófiai, művészeti centrumok alakultak Andalúziában (Sevilla, Granada, Córdoba, Badajoz, Toledo, Murcia stb. városokban). A költészet önálló útra lépett, és dús megnyilvánulásai születtek. Ugyan keleten alakultak ki az ún. „övköltemény”-nek (muvassah) és „dallam”-nak (zadzsal) nevezett műfajok, ott sosem tettek szert igazi népszerűségre. A strófákra osztott versek már a kaszída formai megújulását jelezték. A legjelentősebb andalúziai költők közé tartozott a 10. századi Ibn Háni' al-Andaluszí és az egy generációval később alkotó Ibn Suhayd. A helyi klasszicizáló iskola legnagyobb alakja a 11. századi Ibn Zajdún volt. Talán a legeredetibb nyugati arab költő Ibn Kuzmán volt a 12. századból. A versszakokra bontott zadzsal mestere volt, és ő volt az első az arab irodalom történetében, aki alkalmazta a refrént. Egyes vélekedések szerint népnyelven írott, újlatin elemeket is tartalmazó költeményei hatottak az európai trubadúrlíra kialakulására.

### Hanyatlás
A kaszída összességében a 9-10. századra kiüresedett sablonná vált. (A mintát egyébként a valóságban is megalkotta a polihisztor Ibn Kutajba a 9. században.) Az arab költők Bagdadtól Libanonon és Egyiptomon át egészen Marokkóig (és kisebb mértékben Hispániáig) ugyanúgy búslakodtak a sivatagban eltűnt táborhely után, és dicsekedtek harci érdemeikkel, tevés vadászataikkal – holott elképzelhető, hogy soha nem is láttak valóságos sivatagot és tevét. Ezután az arab kulturális élet pezsgése alábbhagyott, végül gyakorlatilag leállt a fejlődés. A költészet egyre inkább a tartalom nélküli formaművészetbe menekült (például a 14. századi al-Hillí egyik költeményébe 151 retorikai fogást dolgozott bele, egy másikban pedig minden névszó kicsinyített alakban szerepel). Miután az Oszmán Birodalom bekebelezte az arab területeket, a helyzet konzerválódott. Egészen a 20. századig kellett várni arra, hogy a költészetben újítási hullám induljon meg, leszámolva a korábbi konvenciókkal, előítéletekkel, követelményekkel.

## Jellemzői
A kaszída szó az arab nyelvben már hosszú ideje a vers megfelelője. Eredete vitatott; a neves magyar arabista, Goldziher Ignác vélekedése szerint a szó jelentése célköltemény. Indoklása szerint: „a qaṣīda költője ugyanis nem egyenesen fog neki költeménye tárgyának, hanem változatos kerülő utakon érkezik el hozzá.”
A kaszída egy sajátosan időmértékes, rímes költemény. A verssorok (arabul bajt, szó szerint sátor, ház) két félsorra oszlanak. Az első soron belül belső rímet találunk, a többiben ez már nem kötelező. A sorok száma változó, akár a százat is meghaladhatja. Az egész költeményen ugyanaz a rím (káfija, megkülönböztetésül a szadzs nevet viselő prózarímtől) vonul végig (monorímes). A verseknek nincs címe; általában a rím alapján utalnak rájuk (például lámijja: L-re, táijja: T-re rímelő vers stb.).
Tematikája változatos, legalábbis a maga határain belül. Költői ugyanis többnyire magányosan kóborló beduinok voltak, akik a pártfogókat kerestek, és különböző harci és szerelmi kalandjaikat énekelték meg, esetleg magasztalták önmagukat és törzsüket, vagy gyalázták az ellenségeiket. Mindeközben teljes körű leírását adták a sivatagi életnek, a korabeli arabság életformájának.

### A kaszída szerkezete
A már említett Ibn Kutajba sablonja alapján a következő módon vázolható a kaszídák szerkezete:
1. NASZÍB (leírás) – Néhány soros kesergés, busongó visszaemlékezés azokra a már elpusztult táborhelyekre, ahol a költő boldogan élt szerettei, barátai körében. Az elválás, a pusztulás siratása. A hajdani gazdagság szembeállítása a puszta romokkal (atlál).
2. RAHÍL (utazás) – A költő végül elszánja magát, és útnak indul. A sivatagi vándorlás során különböző kalandokba keveredik, sok mindent lát (vadászat, vihar, szerelmi esetek stb.). Ezek az epizódok valóságos enciklopédiáját nyújtják a beduin életmódnak.
3. A tulajdonképpeni cél – A kitérők után végül eljutunk a vers igazi mondanivalójához. Ez különböző lehet: egy jótevő, a törzs, esetleg a költő dicsőítése, az ellenfél ócsárlása, a gyász kifejezése.